# 4662 Runk
4662 Runk este un asteroid din centura principală, descoperit pe 19 aprilie 1984, de Antonín Mrkos.